# Прыжки в воду на летней Универсиаде 2019
Прыжки в воду на летней Универсиаде 2019 — соревнования по прыжкам в воду в рамках летней Универсиады 2019 года прошли с 2 июля по 8 июля в итальянском городе Неаполь, на территории спортивного центра Mostra d’Oltremare. Были разыграны 15 комплектов наград.

## История
Турнир по прыжкам в воду на Универсиадах постоянно входят в соревновательную программу. Этот вид программы является обязательным для летних Универсиад.
На прошлой Универсиаде в Тайбэе победу одержала команда КНДР, которая собрала 8 медалей, из них 5 золотых. Россия и Мексика завоевали по четыре золотые медали.
Программа настоящих игр по сравнению с предыдущими не изменилась.

## Правила участия
Мероприятия по прыжкам в воду будут организованы в соответствии с последними техническими правилами Международной федерации водных видов спорта.
В соответствии с Положением FISU, спортсмены должны соответствовать следующим требованиям для участия во Всемирной универсиаде (статья 5.2.1):
- До соревнований допускаются студенты обучающиеся в настоящее время в высших учебных заведениях, либо окончившие ВУЗ не более года назад.
- Все спортсмены должны быть гражданами страны, которую они представляют.
- Участники должны быть старше 17-ти лет, но младше 28-ми лет на 1 января 2019 года (то есть допускаются только спортсмены родившиеся между 1 января 1991 года и 31 декабря 2001 года).

## Календарь
| ЦО | Церемония открытия | ● | Квалификации | 2 | Финалы соревнований | ЦЗ | Церемония закрытия |

| Июль          | 2 Вт | 3 Ср | 4 Чт | 5 Пт | 6 Сб | 7 Вс | 8 Пн | 9 Вт | 10 Ср | 11 Чт | 12 Пт | 13 Сб | 14 Вс | Соревнования |
| ------------- | ---- | ---- | ---- | ---- | ---- | ---- | ---- | ---- | ----- | ----- | ----- | ----- | ----- | ------------ |
| Прыжки в воду | ●    | ●    | 3    | 3    | 3    | 3    | 3    | 3    |       |       |       |       | ЦЗ    | 15           |

## Результаты

### Мужчины
| Дисциплина                   | Золото                           | Серебро                                      | Бронза                                      |
| ---------------------------- | -------------------------------- | -------------------------------------------- | ------------------------------------------- |
| Трамплин, 1 метр             | Лю Чэнмин Китай                  | Фритьоф Зайдель Германия                     | Габриэле Аубер Италия                       |
| Трамплин, 3 метра            | Лю Чэнмин Китай                  | И Джэ Гён Республика Корея                   | Илья Молчанов Россия                        |
| Вышка, 10 метров             | Диего Бальеса Мексика            | Хуан Бовэнь Китай                            | Лоран Госслен-Паради Канада                 |
| Синхронный трамплин, 3 метра | Китай · Ху Цзыцзе · Ли Пиньгань  | Россия · Илья Молчанов · Никита Николаев     | Италия · Андреа Козоли · Франческо Порко    |
| Синхронная вышка, 10 метров  | Китай · Цао Личжи · Хуан Цзыгань | Мексика · Андрес Вильярреаль · Диего Бальеса | Канада · Лоран Госслен-Паради · Итан Питмен |
| Командные соревнования       | Китай                            | Мексика                                      | Россия                                      |

### Женщины
| Дисциплина                   | Золото                                        | Серебро                                         | Бронза                                  |
| ---------------------------- | --------------------------------------------- | ----------------------------------------------- | --------------------------------------- |
| Трамплин, 1 метр             | Сун Шоулинь Китай                             | У Чуньтин Китай                                 | Дарья Ленц США                          |
| Трамплин, 3 метра            | У Чуньтин Китай                               | Долорес Эрнандес Мексика                        | Карина Шкляр Россия                     |
| Вышка, 10 метров             | Алехандра Эстрелья Мексика                    | Чо Ён Би Республика Корея                       | Джемма Макартур Великобритания          |
| Синхронный трамплин, 3 метра | Мексика · Долорес Эрнандес · Каролина Мендоса | Китай · Лэн Минхун · Шэнь И                     | США · Дарья Ленц · Каролина Скалти      |
| Синхронная вышка, 10 метров  | Китай · Цзяо Цзинцзин · У Цзяо                | Мексика · Алехандра Эстрелья · Даниэла Самбрано | Республика Корея · Чо Ён Би · Мун На Юн |
| Командные соревнования       | Китай                                         | Мексика                                         | Республика Корея                        |

### Смешанные пары
| Дисциплина                   | Золото                                       | Серебро                                 | Бронза                                      |
| ---------------------------- | -------------------------------------------- | --------------------------------------- | ------------------------------------------- |
| Синхронный трамплин, 3 метра | Китай · Ху Цзыцзе · У Чуньтин                | Россия · Егор Лапин · Евгения Селёзнева | Мексика · Каролина Мендоса · Адан Суньига   |
| Синхронная вышка, 10 метров  | Мексика · Диего Бальеса · Алехандра Эстрелья | Китай · Хуан Цзыгань · Цзяо Цзинцзин    | Россия · Илья Смирнов · Дарья Сельвановская |
| Командные соревнования       | Китай                                        | Мексика                                 | Республика Корея                            |

## Медальный зачёт в прыжках в воду
| Место | Страна         | Золото | Серебро | Бронза | Всего |
| ----- | -------------- | ------ | ------- | ------ | ----- |
| 1     | Китай          | 2      | 1       | 0      | 3     |
| 2     | Мексика        | 1      | 0       | 0      | 1     |
| 3     | Германия       | 0      | 1       | 0      | 1     |
| 4     | Южная Корея    | 0      | 1       | 0      | 1     |
| 5     | Италия         | 0      | 0       | 1      | 1     |
| 6     | США            | 0      | 0       | 1      | 1     |
| 7     | Великобритания | 0      | 0       | 1      | 1     |
| Всего | Всего          | 15     | 15      | 15     | 45    |